# Rubjerg Knude
Rubjerg Knude er den højeste del af Lønstrup Klint, en ca. 15 km lang kystskrænt mellem Lønstrup og Løkken. På klinten befinder sig Rubjerg Knude fyr. Syd herfor ligger Rubjerg Plantage.